# Chitra Soman
Chitra Kulathummuriyil Soman (* 10. Juli 1983 in Kottayam, Kerala) ist eine ehemalige indische Sprinterin, die sich auf den 400-Meter-Lauf spezialisiert hat. Sie wurde 2007 Asienmeisterin über 400 Meter sowie mit der indischen 4-mal-400-Meter-Staffel und siegte mit der Staffel 2006 auch bei den Asienspielen. 2007 wurde sie für ihre sportlichen Erfolge mit dem Arjuna Award geehrt.

## Sportliche Laufbahn
Erste Erfahrungen bei internationalen Meisterschaften sammelte Chitra Soman vermutlich im Jahr 2002, als sie bei den Juniorenasienmeisterschaften in Bangkok mit der indischen 4-mal-400-Meter-Staffel in 3:40,50 min die Goldmedaille gewann. Im Jahr darauf belegte sie bei den Afro-Asiatischen Meisterschaften in Hyderabad in 61,37 s den siebten Platz im 400-Meter-Hürdenlauf und 2004 gewann sie bei den Südasienspielen in Islamabad in 52,43 s die Silbermedaille über 400 Meter hinter ihrer Landsfrau Sathi Geetha und siegte dort in 3:33,49 min auch im Staffelbewerb. Anschließend startete sie mit der Staffel bei den Olympischen Sommerspielen in Athen und klassierte sich dort mit 3:28,51 min im Finale auf dem siebten Platz. 2005 siegte sie mit der Staffel in 3:30,93 min gemeinsam mit Rajwinder Kaur, Sathi Geetha und Manjeet Kaur bei den Asienmeisterschaften in Incheon und im Jahr darauf sicherte sie sich bei den Commonwealth Games in Melbourne in 3:29,57 min gemeinsam mit Rajwinder Kaur, Manjeet Kaur und Pinki Pramanik die Silbermedaille hinter dem australischen Team. Beim IAAF World Cup in Athen gelangte sie mit der 4-mal-400-Meter-Staffel mit 3:38,85 min auf Rang neun und anschließend schied sie bei den Asienspielen in Doha mit 24,74 s in der ersten Runde im 200-Meter-Lauf aus und siegte mit der Staffel in 3:32,95 min gemeinsam mit Sathi Geetha, Pinki Pramanik und Manjeet Kaur.
2007 siegte sie in 53,03 s über 400 Meter bei den Asienmeisterschaften in Amman und gewann dort auch mit der Staffel in 3:33,39 min gemeinsam mit Mandeep Kaur, Manjeet Kaur und Sini Jose die Goldmedaille. Anschließend wurde sie bei den Weltmeisterschaften in Osaka in der Vorrunde wegen eines Wechselfehlers disqualifiziert. Im Jahr darauf siegte sie bei den Hallenasienmeisterschaften in 3:37,46 min gemeinsam mit Mandeep Kaur, Manjeet Kaur und Sini Jose und nahm im August mit der Staffel erneut an den Olympischen Sommerspielen in Peking teil und verpasste diesmal mit 3:28,83 min den Finaleinzug. 2009 gewann sie bei den Asienmeisterschaften in Guangzhou in 3:31,62 min gemeinsam mit Mandeep Kaur, Sini Jose und Manjeet Kaur die Silbermedaille hinter dem Team aus der Volksrepublik China und 2010 verhalf sie dem Team bei den Commonwealth Games im heimischen Neu-Delhi zum Finaleinzug und trug damit zum Gewinn der Goldmedaille durch die indische Mannschaft bei. Daraufhin beendete sie ihre aktive sportliche Karriere im Alter von 27 Jahren.
In den Jahren 2003 und 2005 wurde Soman indische Meisterin im 400-Meter-Hürdenlauf sowie 2006 über 200 Meter.

## Persönliche Bestleistungen
- 200 Meter: 23,72 s (−0,1 m/s), 18. April 2004 in Patiala
- 400 Meter: 51,30 s, 16. Juni 2004 in Chennai
- 400 m Hürden: 57,70 s, 24. Mai 2005 in Ludhiana